# 聖フランチェスコの小さい花

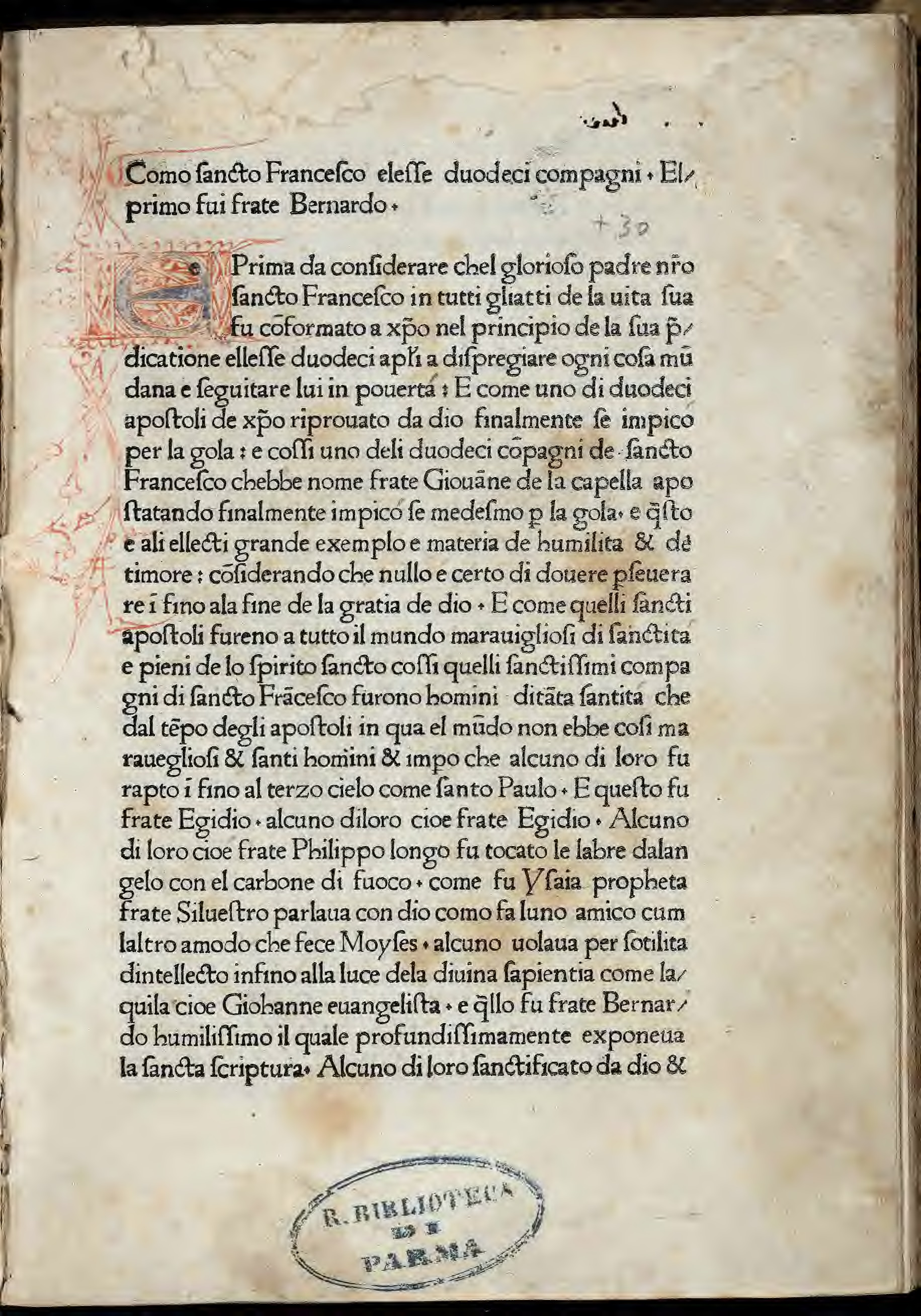
Fioretti

『聖フランチェスコの小さい花』（伊：Fioretti di San Francesco, 英：Little Flowers of St. Francis）は、アシジのフランチェスコの生涯の業績の中から精選された名詞選で、53の短い章立てでフランチェスコの生涯を伝えようとしたもので、14世紀末に完成したものとされている。無名のおそらくはトスカーナ地方の出身者の手になると見られるイタリア語のテキストは、ラテン語版によるものである。この版の最古のものは1390年のものである。ルーク・ウォッディング（17世紀のフランチェスコ会修道士で歴史家）は、このテキストをその名がActusに3度登場するサンタマリアのフラ・ウゴリーノの手になるものと推測している。
アシジのフランチェスコの死後150年経って書かれたこのテキストは、聖人の生涯についての第一次資料としての評価は与えられていない。しかしながら、これは彼の生涯についての最も人気のある解説書であり、フランチェスコと（兄弟ジネプロのような）彼に付き従う人たちの逸話、奇跡、敬虔な物語を伝えるものである。これらの詩的なお話は、フランチェスコに従う人たちの誕生と発展に光を投げかけるものでもある。実際、『小さな花』のなかに収められているいくつかのお話は、もっと古い文献の中にも出てくるものである。たとえば、小鳥に説教するフランチェスコなど、Fra.マッセオも書いているし、イギリス人のロジャー・オブ・ウェンドーバーも1236年にこれについて書いている。
この本は、フェデリコ・フェリーニが脚本を共同執筆し、ロベルト・ロッセリーニが監督した1950年の映画「神の道化師、フランチェスコ」の元になった。また、オリヴィエ・メシアンの歌劇「アシジの聖フランチェスコ」の材料にもなっている。また、1972年のフランコ・ゼフィレッリ監督の「ブラザー・サン シスター・ムーン」もこの本をベースにしている。

## 日本語訳
- 田辺保訳『聖フランチェスコの小さな花』 (キリスト教古典叢書)教文館 2006年
- 石井健吾訳『聖フランシスコの小さき花』あかし書房 1977年/聖母の騎士社 1994年
- 永野藤夫訳『聖フランシスコの小さき花』サンパウロ 2002年
- 『聖フランシスの小さき花』光明社、1942年6月。NDLJP:1022812。